# Eberhard Schöngarth
Eberhard Schöngarth (ur. 22 kwietnia 1903 w Lipsku, zm. 15 maja 1946 w Hameln) – niemiecki zbrodniarz wojenny, SS-Brigadeführer, szef SD i Policji Bezpieczeństwa (Sicherheitspolizei) w Krakowie i Hadze.

## Życiorys
Po I wojnie światowej żołnierz Freikorpsów. W 1922 wstąpił do NSDAP i SA, jednak już rok później został wydalony z partii nazistowskiej. W 1924 rozpoczął studia prawnicze w Lipsku (otrzymał tytuł doktora prawa w 1929). Do 1932 Schöngarth pracował jako asesor sądowy w Magdeburgu, Erfurcie i Torgau. W 1933 został ponownie przyjęty do NSDAP, stał się także w tym samym roku członkiem SS. W 1935 rozpoczął służbę w pruskim Gestapo, następnie pełnił służbę jako szef Gestapo w Dortmundzie, Münster i Bielefeldzie. Od listopada 1936 do października 1939 pracował jednocześnie w Głównym Urzędzie SD (SD-Hauptamt).
W październiku 1939 Schöngarth został szefem SD i Policji Bezpieczeństwa w Dreźnie, a od stycznia 1940 sprawował identyczne stanowisko w Libercu (wówczas Reichenberg). W marcu 1941 przeniesiono go do okupowanej Polski, gdzie do czerwca 1943 sprawował stanowisko dowódcy Sicherheitspolizei i Sicherheitsdienst na Generalne Gubernatorstwo (niem. Befehlshaber der Sicherheitspolizei und des SD), był odpowiedzialny za terror stosowany wobec polskiej i żydowskiej ludności cywilnej. Dowodził również w lipcu i sierpniu 1941 Einsatzgruppe Galizien (Einsatzkommando zur besonderen Verwendung), oddział ten wymordował około 4 tysięcy Żydów galicyjskich, prowadził także akcję aresztowania i zamordowania dwudziestu pięciu polskich profesorów uczelni lwowskich na Wzgórzach Wuleckich we Lwowie.
20 stycznia 1942 wziął udział w Konferencji w Wannsee – na której zapadły decyzje co do przeprowadzenia Holocaustu – ludobójstwa ludności żydowskiej w okupowanej przez III Rzeszę Europie.
Następnie od lipca 1943 do lipca 1944 Schöngarth pełnił służbę w 4 Dywizji SS, która stacjonowała w Grecji. W lipcu 1944 został szefem SD i Sipo w Hadze, a od 10 marca do kwietnia 1945 zastępował Hansa Rautera na stanowisku Wyższego Dowódcy SS i Policji regionu Nordwest (obejmującego terytorium okupowanej Holandii).
Po zakończeniu wojny został aresztowany przez aliantów i postawiony przed brytyjskim Trybunałem Wojskowym w Enschede pod zarzutem zamordowania jeńca-lotnika alianckiego (wydarzenie to miało miejsce 21 listopada 1944). Schöngarth został skazany na karę śmierci 11 lutego 1946. Wyrok wykonano przez powieszenie w Hameln w maju 1946.

## Źródła, linki zewnętrzne
- biogram na stronie poświęconej Konferencji w Wannsee (Muzeum Wannsee). ghwk.de. [zarchiwizowane z tego adresu (2010-01-30)].
- Law-Reports of Trials of War Criminals, Selected and prepared by The United Nations War Crimes Commission, Volume XI, London, HMSO.1948. Trial of Eberhard Schoengrath and six others. British Military Court, Burgsteinfurt, Germany (February 7th-11th, 1946) – Wyrok w procesie Eberharda Schöngartha przed brytyjskim sądem wojskowym 1946.
- Holocaust Research Project: Karl Eberhard Schöngarth